# 1,1-dimethoxyethaan
1,1-dimethoxyethaan is een organische verbinding uit de groep van de acetalen. Het is het dimethylacetaal van aceetaldehyde.
1,1-dimethoxyethaan is een licht ontvlambare vloeistof met een scherpe geur. Ze wordt gebruikt als smaakstof in voedingswaren (met FEMA-nummer 3426) en om andere verbindingen te maken.
De stof is lichter dan water en is schadelijk bij inslikken of inademen. Ze kan oog- en huidirritatie veroorzaken.